# Hydnophytum membranaceum
Hydnophytum membranaceum är en måreväxtart som beskrevs av Elmer Drew Merrill. Hydnophytum membranaceum ingår i släktet Hydnophytum och familjen måreväxter. Inga underarter finns listade i Catalogue of Life.